# 爱沙尼亚社会主义
在苏联时代，爱沙尼亚苏维埃社会主义共和国实行社会主义制度。
目前，在爱沙尼亚，极少有政党奉行某种形式的社会主义，其中之一是爱沙尼亚左翼联盟。